# استیو ویلیامز (بازیکن فوتبال، زاده ۱۹۷۴)
استیو ویلیامز (انگلیسی: Steve Williams؛ زادهٔ ۱۶ اکتبر ۱۹۷۴) بازیکن فوتبال اهل ولز است.
از باشگاه‌هایی که در آن بازی کرده‌است می‌توان به باشگاه فوتبال کاردیف سیتی و باشگاه فوتبال کاونتری سیتی اشاره کرد.